# Rajko Jokanović
Rajko Jokanović est un joueur serbe de volley-ball né le 27 novembre 1971 à Belgrade. Il mesure 1,91 m et joue passeur. Il totalise 203 sélections en équipe de Yougoslavie et équipe de Serbie-et-Monténégro.

## Clubs
| Club                     | Pays           | De        | À         |
| ------------------------ | -------------- | --------- | --------- |
| Étoile Rouge de Belgrade | RF Yougoslavie | 1991-1992 | 1997-1998 |
| Moerser SC               | Allemagne      | 1998-1999 | 1999-2000 |
| Bayer Wuppertal          | Allemagne      | 2000-2001 | 2001-2002 |
| Tourcoing LM             | France         | 2002-2003 | 2003-2004 |
| Beauvais OUC             | France         | 2004-2005 | 2008-2009 |
| Nice Volley-Ball         | France         | 2009-2010 | 2011-2012 |

## Palmarès
- Championnat d'Europe (1)
  - Vainqueur : 2001
  - Finaliste : 1997
- Coupe de France (1)
  - Vainqueur : 2008
- Coupe de Serbie-et-Monténégro (2)
  - Vainqueur : 1993, 1997